# Виноград (Звенигородський район)
Виногра́д — село в Україні, у Виноградській сільській громаді Звенигородського району Черкаської області, центр Виноградської сільської громади. Розташоване за 22 км на захід від залізничної станції Лисянка. Населення — 1248 чоловік (на 2005 рік). Село має промовистий герб.

## Історія
Перша згадка про село в історичних документах належить до середини 18 століття. В 19 столітті входило до Звенигородського повіту Київської губернії. Жителі села брали участь у Київській козаччині.
Понад 500 мешканців села воювали на фронтах Другої світової війни. 189 чоловік загинули. На їхню честь було споруджено обеліск Слави. 140 чоловік нагороджені бойовими орденами і медалями. Село було ареною запеклої боротьби під час ліквідації Корсунь-Шевченківського угрупування німецьких військ. У боях за його відвоювання загинуло 630 воїнів Червоної армії, які поховані в братській могилі. Біля неї встановлено пам'ятник. До 25-річчя Корсунь-Шевченківської битви в селі відкрито меморіал 6-й танковій армії 1-го Українського фронту.
Станом на 1972 рік у селі мешкало 2036 чоловік. Працював колгосп «Україна», що мав в користуванні 3 тисячі га сільськогосподарських угідь в тому числі 2,8 тисяч га орної землі. Господарство спеціалізувалось на вирощуванні зернових і технічних культур, було розвинуте м'ясо-молочне тваринництво. На той час в селі працювала ремонтна майстерня «Сільгосптехніки», ветеринарний пункт, вальцовий млин. За успіхи у розвитку сільського господарства 76 трудівників села були нагороджені орденами і медалями. Трактористку колгоспу М. Г. Сквирську нагороджено орденом Леніна, слюсаря «Сільгосптехніки» О. П. Мельника — орденом Жовтневої Революції, ланкову М. С. Нікітіну — орденом Трудового Червоного Прапора.
Діяли середня школа, будинок культури, 3 бібліотеки з фондом 12 тисяч книг, дільнича лікарня на 50 ліжок з пологовим відділенням, аптека.
У 2004 році створено навчально-виховний комплекс «Дошкільний навчальний заклад — загальноосвітня школа І-ІІІ ступенів»

## Населення
Згідно з переписом УРСР 1989 року чисельність наявного населення села становила 1555 осіб, з яких 688 чоловіків та 867 жінок.
За переписом населення України 2001 року в селі мешкали 1292 особи.

### Мова
Розподіл населення за рідною мовою за даними перепису 2001 року:
| Мова       | Відсоток |
| ---------- | -------- |
| українська | 98,84 %  |
| російська  | 0,93 %   |
| молдовська | 0,23 %   |